# Luxuslärm
Luxuslärm, bildat 2006 i Iserlohn, är en tysk musikgrupp. Bandet har alltid bestått av fem medlemmar. År 2011 lämnade tre av originalmedlemmarna bandet och tre nya personer gick med.

## Karriär
De släppte sitt debutalbum 1000 km bis zum Meer år 2008. De hade en viss framgång med albumets singlar men det var år 2010 som gruppen slog igenom med albumet So laut ich kann. Albumet nådde trettonde plats på den tyska albumlistan och blev även framgångsrikt i Schweiz och Österrike. Från albumet kom en av deras mest kända singlar "Leb deine Träume". Låtens tillhörande musikvideo hade fler än 4,5 miljoner visningar på Youtube i mars 2013. Även deras tredje album Carousel som släpptes 2011 gick det bra för och det nådde en sjätte plats på den tyska albumlistan. Med albumets tredje singel "Liebt sie dich wie ich?" representerade gruppen Nordrhein-Westfalen i Bundesvision Song Contest år 2012. I finalen den 28 september i Max-Schmeling-Halle i Berlin slutade de på en fjärde plats med totalt 97 poäng.

## Medlemmar

### Nuvarande
- Janine Meyer – Sång
- Jan Zimmer – Trummor
- Freddy Hau – Gitarr (medlem sedan 2011)
- Christian Besch – Keyboard (medlem sedan 2011)
- David Müller – Elbas (medlem sedan 2011)

### Tidigare
- Henrik Oberbossel – Gitarr, Sång (till 2011)
- David Rempel – Keyboard, Gitarr (till 2011)
- Eugen Urlacher – Elbas (till 2011)

## Diskografi

### Album
- 2008 – 1000 km bis zum Meer
- 2010 – So laut ich kann
- 2011 – Carousel
- 2014 – Alles was du willst
- 2016 – Fallen und Fliegen

### Singlar
- 2008 – "1000 km bis zum Meer"
- 2009 – "Unsterblich"
- 2009 – "Sag es wie es ist!"
- 2010 – "Leb deine Träume"
- 2010 – "Nichts ist zu spät"
- 2010 – "Vergessen zu vergessen"
- 2011 – "Atemlos"
- 2012 – "Mehr Gewicht"
- 2012 – "Liebt sie dich wie ich?"